# Ruslan Rotan'
Ruslan Petrovyč Rotan' (in ucraino Руслан Петрович Ротань?; Poltava, 29 ottobre 1981) è un allenatore di calcio ed ex calciatore ucraino, di ruolo centrocampista, tecnico del Polіssja Žytomyr.

## Biografia
Suo padre Petro era un calciatore. Ha un fratello di nome Oleksij, anch'egli calciatore.
È stato sposato dal 2002 al 2012 con Maria (che era una karateka), dal quale ha avuto 3 figli: Zakhar, Bogdan e Angelina. Nel 2013 si è risposato con Khrystyna.

## Caratteristiche tecniche
Di ruolo di centrocampista, poteva giocare sia in mezzo al campo che da trequartista. Aveva una buona visione di gioco ed era bravo ad anticipare gli avversari e recuperare palloni e a battere le punizioni. Sapeva anche scalare in difesa per ricevere palla e impostare l'azione. Era soprannominato il "Pirlo di Dnipropetrovsk".

## Carriera

### Giocatore

#### Club
Cresciuto nelle giovanili del Dnipro Dnipropetrovs'k, debutta in prima squadra nella stagione 1999-2000 giocando un totale di 105 incontri, con 11 gol, fino al 2005, quando viene acquistato dalla Dinamo Kiev, con cui vince 2 Coppe d'Ucraina e una Supercoppa d'Ucraina. Nell'inverno 2008 ritorna al Dnipro Dnipropetrovs'k con la quale firma un contratto di 3 anni; prima di tornare ha rifiutato una proposta russa dal Rubin Kazan'. Con il club non vince alcun trofeo, ma ha raggiunto la finale di Europa League nel 2015: nella gara persa per 3-2 contro il Siviglia, ha segnato il momentaneo 2-2 su punizione. Dopo 9 anni a Dnipro si trasferisce allo Slavia Praga nell'estate 2017 a parametro zero. Tuttavia, dopo 6 mesi in cui ha giocato poche partite, il 13 gennaio 2018 fa ritorno alla Dinamo Kiev.

#### Nazionale
Con la maglia della Nazionale ucraina ha debuttato il 12 febbraio 2003 in amichevole contro la Turchia (0-0 il risultato finale) rilevando al 72' Andrij Voronin. Da lì in poi ha guadagnato il suo spazio in nazionale raggiungendo il miglior risultato nella storia della selezione del suo paese, i quarti di finale ai Mondiali di Germania 2006 (che erano anche i primi nella storia della selezione ucraina). Nella competizione ha giocato 3 delle 5 gare della squadra.
Successivamente è stato convocato per gli Europei 2012, giocati in casa, e per quelli del 2016 in Francia. In entrambe le occasioni l'Ucraina è uscita al primo turno, nella seconda addirittura è uscita con 0 punti.
Il 27 marzo 2018, nell'amichevole vinta per 2-1 contro il Giappone sul campo neutro di Liegi, raggiunge la centesima (e ultima) presenza in Nazionale maggiore.

### Allenatore
Terminata la carriera calcistica, ha intrapreso quella da allenatore (nonostante non fosse inizialmente convinto): dopo essere stato assistente per un breve periodo all'Olimpik Donec'k, il 27 dicembre 2018 è diventato il nuovo allenatore della Nazionale under-21 dell'Ucraina.

## Statistiche

### Presenze e reti nei club
Statistiche aggiornate al 27 luglio 2022.
| Stagione           | Squadra            | Campionato         | Campionato | Campionato | Coppe nazionali | Coppe nazionali | Coppe nazionali | Coppe continentali | Coppe continentali | Coppe continentali | Altre coppe | Altre coppe | Altre coppe | Totale | Totale | Totale |
| Stagione           | Squadra            | Comp               | Pres       | Reti       | Comp            | Pres            | Reti            | Comp               | Pres               | Reti               | Comp        | Pres        | Reti        | Pres   | Reti   |        |
| ------------------ | ------------------ | ------------------ | ---------- | ---------- | --------------- | --------------- | --------------- | ------------------ | ------------------ | ------------------ | ----------- | ----------- | ----------- | ------ | ------ | ------ |
| 1999-2000          | Dnipro             | PL                 | 10         | 0          | KU              | 0               | 0               | -                  | -                  | -                  | -           | -           | -           | 10     | 0      |        |
| 2000-2001          | Dnipro             | PL                 | 7          | 0          | KU              | 0               | 0               | -                  | -                  | -                  | -           | -           | -           | 7      | 0      |        |
| 2001-2002          | Dnipro             | PL                 | 13         | 1          | KU              | 4               | 0               | -                  | -                  | -                  | -           | -           | -           | 17     | 1      |        |
| 2002-2003          | Dnipro             | PL                 | 29         | 5          | KU              | 2               | 0               | -                  | -                  | -                  | -           | -           | -           | 31     | 5      |        |
| 2003-2004          | Dnipro             | PL                 | 25         | 4          | KU              | 4               | 0               | CU                 | 7                  | 0                  | -           | -           | -           | 36     | 4      |        |
| 2004-2005          | Dnipro             | PL                 | 21         | 1          | KU              | 3               | 1               | CU                 | 5                  | 1                  | -           | -           | -           | 29     | 3      |        |
| 2005-2006          | Dinamo Kiev        | PL                 | 28         | 4          | KU              | 5               | 1               | UCL                | 2                  | 0                  | SU          | 1           | 0           | 36     | 5      |        |
| 2006-2007          | Dinamo Kiev        | PL                 | 12         | 1          | KU              | 3               | 0               | UCL                | 4                  | 2                  | SU          | 1           | 0           | 20     | 3      |        |
| 2007-gen. 2008     | Dinamo Kiev        | PL                 | 10         | 0          | KU              | 3               | 0               | UCL                | 4                  | 0                  | -           | -           | -           | 17     | 0      |        |
| gen.-giu. 2008     | Dnipro             | PL                 | 8          | 0          | KU              | 0               | 0               | -                  | -                  | -                  | -           | -           | -           | 8      | 0      |        |
| 2008-2009          | Dnipro             | PL                 | 26         | 3          | KU              | 0               | 0               | CU                 | 2                  | 0                  | -           | -           | -           | 28     | 3      |        |
| 2009-2010          | Dnipro             | PL                 | 26         | 3          | KU              | 2               | 0               | -                  | -                  | -                  | -           | -           | -           | 28     | 3      |        |
| 2010-2011          | Dnipro             | PL                 | 21         | 1          | KU              | 3               | 0               | UEL                | 2                  | 0                  | -           | -           | -           | 26     | 1      |        |
| 2011-2012          | Dnipro             | PL                 | 20         | 3          | KU              | 2               | 1               | UEL                | 2                  | 0                  | -           | -           | -           | 24     | 4      |        |
| 2012-2013          | Dnipro             | PL                 | 25         | 4          | KU              | 3               | 0               | UEL                | 10                 | 0                  | -           | -           | -           | 38     | 4      |        |
| 2013-2014          | Dnipro             | PL                 | 26         | 0          | KU              | 0               | 0               | UEL                | 8                  | 2                  | -           | -           | -           | 34     | 2      |        |
| 2014-2015          | Dnipro             | PL                 | 16         | 0          | KU              | 5               | 2               | UEL                | 15                 | 3                  | -           | -           | -           | 36     | 5      |        |
| 2015-2016          | Dnipro             | PL                 | 21         | 4          | KU              | 5               | 1               | UEL                | 4                  | 0                  | -           | -           | -           | 30     | 5      |        |
| 2016-2017          | Dnipro             | PL                 | 19         | 5          | KU              | 3               | 0               | -                  | -                  | -                  | -           | -           | -           | 22     | 5      |        |
| Totale Dnipro      | Totale Dnipro      | Totale Dnipro      | 313        | 34         |                 | 36              | 5               |                    | 55                 | 6                  |             | -           | -           | 404    | 45     |        |
| 2017-gen. 2018     | Slavia Praga       | 1L                 | 7          | 0          | CRC             | 1               | 0               | UCL                | 4                  | 0                  | -           | -           | -           | 12     | 0      |        |
| gen.-giu. 2018     | Dinamo Kiev        | PL                 | 9          | 0          | KU              | 1               | 0               | -                  | -                  | -                  | -           | -           | -           | 10     | 0      |        |
| Totale Dinamo Kiev | Totale Dinamo Kiev | Totale Dinamo Kiev | 59         | 5          |                 | 12              | 1               |                    | 10                 | 2                  |             | 2           | 0           | 83     | 8      |        |
| Totale Carriera    | Totale Carriera    | Totale Carriera    | 379        | 39         |                 | 49              | 6               |                    | 69                 | 8                  |             | 2           | 0           | 499    | 53     |        |

### Cronologia presenze e reti in nazionale
| Cronologia completa delle presenze e delle reti in nazionale ― Ucraina | Cronologia completa delle presenze e delle reti in nazionale ― Ucraina | Cronologia completa delle presenze e delle reti in nazionale ― Ucraina | Cronologia completa delle presenze e delle reti in nazionale ― Ucraina | Cronologia completa delle presenze e delle reti in nazionale ― Ucraina | Cronologia completa delle presenze e delle reti in nazionale ― Ucraina | Cronologia completa delle presenze e delle reti in nazionale ― Ucraina | Cronologia completa delle presenze e delle reti in nazionale ― Ucraina |
| Data                                                                   | Città                                                                  | In casa                                                                | Risultato                                                              | Ospiti                                                                 | Competizione                                                           | Reti                                                                   | Note                                                                   |
| ---------------------------------------------------------------------- | ---------------------------------------------------------------------- | ---------------------------------------------------------------------- | ---------------------------------------------------------------------- | ---------------------------------------------------------------------- | ---------------------------------------------------------------------- | ---------------------------------------------------------------------- | ---------------------------------------------------------------------- |
| 12-2-2003                                                              | Smirne                                                                 | Turchia                                                                | 0 – 0                                                                  | Ucraina                                                                | Amichevole                                                             | -                                                                      | 72’                                                                    |
| 11-10-2003                                                             | Kiev                                                                   | Ucraina                                                                | 0 – 0                                                                  | Macedonia                                                              | Amichevole                                                             | -                                                                      | 61’                                                                    |
| 31-3-2004                                                              | Skopje                                                                 | Macedonia                                                              | 1 – 0                                                                  | Ucraina                                                                | Amichevole                                                             | -                                                                      |                                                                        |
| 28-4-2004                                                              | Kiev                                                                   | Ucraina                                                                | 1 – 1                                                                  | Slovacchia                                                             | Amichevole                                                             | -                                                                      |                                                                        |
| 6-6-2004                                                               | Saint-Denis                                                            | Francia                                                                | 1 – 0                                                                  | Ucraina                                                                | Amichevole                                                             | -                                                                      | 84’                                                                    |
| 18-8-2004                                                              | Newcastle                                                              | Inghilterra                                                            | 3 – 0                                                                  | Ucraina                                                                | Amichevole                                                             | -                                                                      | 67’                                                                    |
| 8-9-2004                                                               | Almaty                                                                 | Kazakistan                                                             | 1 – 2                                                                  | Ucraina                                                                | Qual. Mondiali 2006                                                    | 1                                                                      | 67’                                                                    |
| 9-2-2005                                                               | Tirana                                                                 | Albania                                                                | 0 – 2                                                                  | Ucraina                                                                | Qual. Mondiali 2006                                                    | -                                                                      | 66’                                                                    |
| 4-6-2005                                                               | Kiev                                                                   | Ucraina                                                                | 2 – 0                                                                  | Kazakistan                                                             | Qual. Mondiali 2006                                                    | -                                                                      |                                                                        |
| 8-6-2005                                                               | Il Pireo                                                               | Grecia                                                                 | 0 – 1                                                                  | Ucraina                                                                | Qual. Mondiali 2006                                                    | -                                                                      | 56’                                                                    |
| 15-8-2005                                                              | Kiev                                                                   | Ucraina                                                                | 0 – 0 dts (3 – 5 dtr)                                                  | Israele                                                                | Lobanovsky International Tournament 2005                               | -                                                                      |                                                                        |
| 3-9-2005                                                               | Tbilisi                                                                | Georgia                                                                | 1 – 1                                                                  | Ucraina                                                                | Qual. Mondiali 2006                                                    | 1                                                                      |                                                                        |
| 7-9-2005                                                               | Kiev                                                                   | Ucraina                                                                | 0 – 1                                                                  | Turchia                                                                | Qual. Mondiali 2006                                                    | -                                                                      | 68’                                                                    |
| 8-10-2005                                                              | Dnipropetrovs'k                                                        | Ucraina                                                                | 2 – 2                                                                  | Albania                                                                | Qual. Mondiali 2006                                                    | 1                                                                      |                                                                        |
| 12-10-2005                                                             | Kiev                                                                   | Ucraina                                                                | 1 – 0                                                                  | Giappone                                                               | Amichevole                                                             | -                                                                      | 46’                                                                    |
| 28-2-2006                                                              | Baku                                                                   | Azerbaigian                                                            | 0 – 0                                                                  | Ucraina                                                                | Amichevole                                                             | -                                                                      | 56’                                                                    |
| 28-5-2006                                                              | Kiev                                                                   | Ucraina                                                                | 4 – 0                                                                  | Costa Rica                                                             | Amichevole                                                             | -                                                                      | 46’                                                                    |
| 2-6-2006                                                               | Losanna                                                                | Italia                                                                 | 0 – 0                                                                  | Ucraina                                                                | Amichevole                                                             | -                                                                      | 73’                                                                    |
| 5-6-2006                                                               | Gossau                                                                 | Libia                                                                  | 0 – 3                                                                  | Ucraina                                                                | Amichevole                                                             | -                                                                      | 46’                                                                    |
| 8-6-2006                                                               | Lussemburgo                                                            | Lussemburgo                                                            | 0 – 3                                                                  | Ucraina                                                                | Amichevole                                                             | -                                                                      | 46’                                                                    |
| 14-6-2006                                                              | Lipsia                                                                 | Ucraina                                                                | 0 – 4                                                                  | Spagna                                                                 | Mondiali 2006 - 1º turno                                               | -                                                                      | 64’                                                                    |
| 19-6-2006                                                              | Amburgo                                                                | Arabia Saudita                                                         | 0 – 4                                                                  | Ucraina                                                                | Mondiali 2006 - 1º turno                                               | -                                                                      | 71’                                                                    |
| 26-6-2006                                                              | Colonia                                                                | Svizzera                                                               | 0 – 0 dts (0 – 3 dtr)                                                  | Ucraina                                                                | Mondiali 2006 - Ottavi di finale                                       | -                                                                      | 75’                                                                    |
| 15-8-2006                                                              | Kiev                                                                   | Ucraina                                                                | 6 – 0                                                                  | Azerbaigian                                                            | Amichevole                                                             | 1                                                                      | 56’                                                                    |
| 6-9-2006                                                               | Kiev                                                                   | Ucraina                                                                | 3 – 2                                                                  | Georgia                                                                | Qual. Euro 2008                                                        | 1                                                                      |                                                                        |
| 7-2-2007                                                               | Ramat Gan                                                              | Israele                                                                | 1 – 1                                                                  | Ucraina                                                                | Amichevole                                                             | -                                                                      | 60’                                                                    |
| 2-6-2007                                                               | Saint-Denis                                                            | Francia                                                                | 2 – 0                                                                  | Ucraina                                                                | Qual. Euro 2008                                                        | -                                                                      | 64’                                                                    |
| 22-8-2007                                                              | Kiev                                                                   | Ucraina                                                                | 2 – 1                                                                  | Uzbekistan                                                             | Amichevole                                                             | 1                                                                      | 62’                                                                    |
| 8-9-2007                                                               | Tbilisi                                                                | Georgia                                                                | 1 – 1                                                                  | Ucraina                                                                | Qual. Euro 2008                                                        | -                                                                      | 67’ 79’                                                                |
| 13-10-2007                                                             | Glasgow                                                                | Scozia                                                                 | 3 – 1                                                                  | Ucraina                                                                | Qual. Euro 2008                                                        | -                                                                      | 46’ 70’                                                                |
| 17-11-2007                                                             | Kaunas                                                                 | Lituania                                                               | 2 – 0                                                                  | Ucraina                                                                | Qual. Euro 2008                                                        | -                                                                      |                                                                        |
| 21-11-2007                                                             | Kiev                                                                   | Ucraina                                                                | 2 – 2                                                                  | Francia                                                                | Qual. Euro 2008                                                        | -                                                                      |                                                                        |
| 6-2-2008                                                               | Strovolos                                                              | Cipro                                                                  | 1 – 1                                                                  | Ucraina                                                                | Amichevole                                                             | -                                                                      | 46’                                                                    |
| 10-2-2009                                                              | Limassol                                                               | Slovacchia                                                             | 2 – 3                                                                  | Ucraina                                                                | Cyprus International Tournament 2009                                   | -                                                                      |                                                                        |
| 11-2-2009                                                              | Strovolos                                                              | Serbia                                                                 | 0 – 1                                                                  | Ucraina                                                                | Cyprus International Tournament 2009                                   | -                                                                      | 89’                                                                    |
| 6-6-2009                                                               | Zagabria                                                               | Croazia                                                                | 2 – 2                                                                  | Ucraina                                                                | Qual. Mondiali 2010                                                    | -                                                                      |                                                                        |
| 10-6-2009                                                              | Kiev                                                                   | Ucraina                                                                | 2 – 1                                                                  | Kazakistan                                                             | Qual. Mondiali 2010                                                    | -                                                                      | 81’                                                                    |
| 12-8-2009                                                              | Kiev                                                                   | Ucraina                                                                | 0 – 3                                                                  | Turchia                                                                | Amichevole                                                             | -                                                                      |                                                                        |
| 10-10-2009                                                             | Dnipropetrovs'k                                                        | Ucraina                                                                | 1 – 0                                                                  | Inghilterra                                                            | Qual. Mondiali 2010                                                    | -                                                                      | 79’                                                                    |
| 14-11-2009                                                             | Amarousio                                                              | Grecia                                                                 | 0 – 0                                                                  | Ucraina                                                                | Qual. Mondiali 2010                                                    | -                                                                      | 46’                                                                    |
| 25-5-2010                                                              | Charkiv                                                                | Ucraina                                                                | 4 – 0                                                                  | Lituania                                                               | Amichevole                                                             | -                                                                      | 84’                                                                    |
| 29-5-2010                                                              | Leopoli                                                                | Ucraina                                                                | 3 – 2                                                                  | Romania                                                                | Amichevole                                                             | -                                                                      | 83’                                                                    |
| 2-6-2010                                                               | Oslo                                                                   | Norvegia                                                               | 0 – 1                                                                  | Ucraina                                                                | Amichevole                                                             | -                                                                      | 81’                                                                    |
| 11-8-2010                                                              | Donec'k                                                                | Ucraina                                                                | 1 – 1                                                                  | Paesi Bassi                                                            | Amichevole                                                             | -                                                                      | 36’                                                                    |
| 8-10-2010                                                              | Kiev                                                                   | Ucraina                                                                | 2 – 2                                                                  | Canada                                                                 | Amichevole                                                             | -                                                                      | 46’                                                                    |
| 11-10-2010                                                             | Derby                                                                  | Brasile                                                                | 2 – 0                                                                  | Ucraina                                                                | Amichevole                                                             | -                                                                      |                                                                        |
| 8-2-2011                                                               | Paralimni                                                              | Romania                                                                | 2 – 2 dts (2 – 4 dtr)                                                  | Ucraina                                                                | Cyprus International Tournament 2011                                   | -                                                                      | 63’                                                                    |
| 9-2-2011                                                               | Strovolos                                                              | Svezia                                                                 | 1 – 1 dts (4 – 5 dtr)                                                  | Ucraina                                                                | Cyprus International Tournament 2011                                   | -                                                                      |                                                                        |
| 29-3-2011                                                              | Kiev                                                                   | Ucraina                                                                | 0 – 2                                                                  | Italia                                                                 | Amichevole                                                             | -                                                                      | 76’                                                                    |
| 1-6-2011                                                               | Kiev                                                                   | Ucraina                                                                | 2 – 0                                                                  | Uzbekistan                                                             | Amichevole                                                             | -                                                                      | 46’                                                                    |
| 6-6-2011                                                               | Donec'k                                                                | Ucraina                                                                | 1 – 4                                                                  | Francia                                                                | Amichevole                                                             | -                                                                      |                                                                        |
| 10-8-2011                                                              | Charkiv                                                                | Ucraina                                                                | 0 – 1                                                                  | Svezia                                                                 | Amichevole                                                             | -                                                                      | 73’                                                                    |
| 7-10-2011                                                              | Kiev                                                                   | Ucraina                                                                | 3 – 0                                                                  | Bulgaria                                                               | Amichevole                                                             | -                                                                      | 46’                                                                    |
| 11-10-2011                                                             | Tallinn                                                                | Estonia                                                                | 0 – 2                                                                  | Ucraina                                                                | Amichevole                                                             | -                                                                      | 72’                                                                    |
| 15-11-2011                                                             | Leopoli                                                                | Ucraina                                                                | 2 – 1                                                                  | Austria                                                                | Amichevole                                                             | -                                                                      | 46’                                                                    |
| 29-2-2012                                                              | Petah Tiqwa                                                            | Israele                                                                | 2 – 3                                                                  | Ucraina                                                                | Amichevole                                                             | -                                                                      | 76’                                                                    |
| 1-6-2012                                                               | Innsbruck                                                              | Austria                                                                | 3 – 2                                                                  | Ucraina                                                                | Amichevole                                                             | -                                                                      | 63’                                                                    |
| 5-6-2012                                                               | Ingolstadt                                                             | Turchia                                                                | 2 – 0                                                                  | Ucraina                                                                | Amichevole                                                             | -                                                                      | cap.                                                                   |
| 11-6-2012                                                              | Kiev                                                                   | Ucraina                                                                | 2 – 1                                                                  | Svezia                                                                 | Euro 2012 - 1º turno                                                   | -                                                                      | 85’                                                                    |
| 15-8-2012                                                              | Leopoli                                                                | Ucraina                                                                | 0 – 0                                                                  | Rep. Ceca                                                              | Amichevole                                                             | -                                                                      | 46’                                                                    |
| 11-9-2012                                                              | Londra                                                                 | Inghilterra                                                            | 1 – 1                                                                  | Ucraina                                                                | Qual. Mondiali 2014                                                    | -                                                                      | 90+2’                                                                  |
| 12-10-2012                                                             | Chișinău                                                               | Moldavia                                                               | 0 – 0                                                                  | Ucraina                                                                | Qual. Mondiali 2014                                                    | -                                                                      | 54’                                                                    |
| 16-10-2012                                                             | Kiev                                                                   | Ucraina                                                                | 0 – 1                                                                  | Montenegro                                                             | Qual. Mondiali 2014                                                    | -                                                                      |                                                                        |
| 14-11-2012                                                             | Sofia                                                                  | Bulgaria                                                               | 0 – 1                                                                  | Ucraina                                                                | Amichevole                                                             | -                                                                      | cap. 90’                                                               |
| 6-2-2013                                                               | Siviglia                                                               | Norvegia                                                               | 0 – 2                                                                  | Ucraina                                                                | Amichevole                                                             | -                                                                      |                                                                        |
| 22-3-2013                                                              | Varsavia                                                               | Polonia                                                                | 1 – 3                                                                  | Ucraina                                                                | Qual. Mondiali 2014                                                    | -                                                                      | cap. 17’                                                               |
| 2-6-2013                                                               | Kiev                                                                   | Ucraina                                                                | 0 – 0                                                                  | Camerun                                                                | Amichevole                                                             | -                                                                      | cap.                                                                   |
| 7-6-2013                                                               | Podgorica                                                              | Montenegro                                                             | 0 – 4                                                                  | Ucraina                                                                | Qual. Mondiali 2014                                                    | -                                                                      | 19’ 90+1’                                                              |
| 14-8-2013                                                              | Kiev                                                                   | Ucraina                                                                | 2 – 0                                                                  | Israele                                                                | Amichevole                                                             | 1                                                                      |                                                                        |
| 11-10-2013                                                             | Charkiv                                                                | Ucraina                                                                | 1 – 0                                                                  | Polonia                                                                | Qual. Mondiali 2014                                                    | -                                                                      | cap.                                                                   |
| 15-10-2013                                                             | Serravalle                                                             | San Marino                                                             | 0 – 8                                                                  | Ucraina                                                                | Qual. Mondiali 2014                                                    | -                                                                      |                                                                        |
| 15-11-2013                                                             | Kiev                                                                   | Ucraina                                                                | 2 – 0                                                                  | Francia                                                                | Qual. Mondiali 2014                                                    | -                                                                      | cap.                                                                   |
| 19-11-2013                                                             | Saint-Denis                                                            | Francia                                                                | 3 – 0                                                                  | Ucraina                                                                | Qual. Mondiali 2014                                                    | -                                                                      | cap. 7’                                                                |
| 5-3-2014                                                               | Larnaca                                                                | Ucraina                                                                | 2 – 0                                                                  | Stati Uniti                                                            | Amichevole                                                             | -                                                                      | 78’                                                                    |
| 9-10-2014                                                              | Barysaŭ                                                                | Bielorussia                                                            | 0 – 2                                                                  | Ucraina                                                                | Qual. Euro 2016                                                        | -                                                                      | cap. 64’                                                               |
| 12-10-2014                                                             | Leopoli                                                                | Ucraina                                                                | 1 – 0                                                                  | Macedonia                                                              | Qual. Euro 2016                                                        | -                                                                      | cap. 72’ 90+1’                                                         |
| 18-11-2014                                                             | Kiev                                                                   | Ucraina                                                                | 0 – 0                                                                  | Lituania                                                               | Amichevole                                                             | -                                                                      | cap. 78’                                                               |
| 27-3-2015                                                              | Siviglia                                                               | Spagna                                                                 | 1 – 0                                                                  | Ucraina                                                                | Qual. Euro 2016                                                        | -                                                                      |                                                                        |
| 9-6-2015                                                               | Linz                                                                   | Georgia                                                                | 1 – 2                                                                  | Ucraina                                                                | Amichevole                                                             | -                                                                      | cap. 46’                                                               |
| 14-6-2015                                                              | Leopoli                                                                | Ucraina                                                                | 3 – 0                                                                  | Lussemburgo                                                            | Qual. Euro 2016                                                        | -                                                                      | cap. 46’                                                               |
| 5-9-2015                                                               | Leopoli                                                                | Ucraina                                                                | 3 – 1                                                                  | Bielorussia                                                            | Qual. Euro 2016                                                        | -                                                                      | cap. 64’ 75’                                                           |
| 8-9-2015                                                               | Žilina                                                                 | Slovacchia                                                             | 0 – 0                                                                  | Ucraina                                                                | Qual. Euro 2016                                                        | -                                                                      | cap.                                                                   |
| 9-10-2015                                                              | Skopje                                                                 | Macedonia                                                              | 0 – 2                                                                  | Ucraina                                                                | Qual. Euro 2016                                                        | -                                                                      | cap. 90’                                                               |
| 12-10-2015                                                             | Kiev                                                                   | Ucraina                                                                | 0 – 1                                                                  | Spagna                                                                 | Qual. Euro 2016                                                        | -                                                                      | cap. 87’                                                               |
| 24-3-2016                                                              | Odessa                                                                 | Ucraina                                                                | 1 – 0                                                                  | Cipro                                                                  | Amichevole                                                             | -                                                                      | cap. 46’                                                               |
| 28-3-2016                                                              | Kiev                                                                   | Ucraina                                                                | 1 – 0                                                                  | Galles                                                                 | Amichevole                                                             | -                                                                      | cap. 59’                                                               |
| 29-5-2016                                                              | Torino                                                                 | Romania                                                                | 3 – 4                                                                  | Ucraina                                                                | Amichevole                                                             | -                                                                      | 67’                                                                    |
| 3-6-2016                                                               | Bergamo                                                                | Albania                                                                | 1 – 3                                                                  | Ucraina                                                                | Amichevole                                                             | -                                                                      | 67’                                                                    |
| 21-6-2016                                                              | Marsiglia                                                              | Ucraina                                                                | 0 – 1                                                                  | Polonia                                                                | Euro 2016 - 1º turno                                                   | -                                                                      | cap. 25’                                                               |
| 9-10-2016                                                              | Cracovia                                                               | Ucraina                                                                | 3 – 0                                                                  | Kosovo                                                                 | Qual. Mondiali 2018                                                    | 1                                                                      | 63’                                                                    |
| 12-11-2016                                                             | Odessa                                                                 | Ucraina                                                                | 1 – 0                                                                  | Finlandia                                                              | Qual. Mondiali 2018                                                    | -                                                                      | 67’                                                                    |
| 15-11-2016                                                             | Charkiv                                                                | Ucraina                                                                | 2 – 0                                                                  | Serbia                                                                 | Amichevole                                                             | -                                                                      | 46’ 79’                                                                |
| 24-3-2017                                                              | Zagabria                                                               | Croazia                                                                | 1 – 0                                                                  | Ucraina                                                                | Qual. Mondiali 2018                                                    | -                                                                      | cap. 37’ 77’                                                           |
| 2-9-2017                                                               | Charkiv                                                                | Ucraina                                                                | 2 – 0                                                                  | Turchia                                                                | Qual. Mondiali 2018                                                    | -                                                                      | cap. 79’                                                               |
| 5-9-2017                                                               | Reykjavík                                                              | Islanda                                                                | 2 – 0                                                                  | Ucraina                                                                | Qual. Mondiali 2018                                                    | -                                                                      | 76’                                                                    |
| 6-10-2017                                                              | Scutari                                                                | Kosovo                                                                 | 0 – 2                                                                  | Ucraina                                                                | Qual. Mondiali 2018                                                    | -                                                                      | cap. 63’                                                               |
| 9-10-2017                                                              | Kiev                                                                   | Ucraina                                                                | 0 – 2                                                                  | Croazia                                                                | Qual. Mondiali 2018                                                    | -                                                                      | cap. 64’ 69’                                                           |
| 10-11-2017                                                             | Leopoli                                                                | Ucraina                                                                | 2 – 1                                                                  | Slovacchia                                                             | Amichevole                                                             | -                                                                      | cap. 57’                                                               |
| 23-3-2018                                                              | Marbella                                                               | Arabia Saudita                                                         | 1 – 1                                                                  | Ucraina                                                                | Amichevole                                                             | -                                                                      | 46’                                                                    |
| 27-3-2018                                                              | Liegi                                                                  | Giappone                                                               | 1 – 2                                                                  | Ucraina                                                                | Amichevole                                                             | -                                                                      | 80’                                                                    |
| Totale                                                                 |                                                                        | Presenze (5º posto)                                                    | 100                                                                    |                                                                        | Reti                                                                   | 8                                                                      |                                                                        |

### Statistiche da allenatore
Statistiche aggiornate al 24 maggio 2025.
| Stagione           | Squadra            | Campionato         | Campionato | Campionato | Campionato | Campionato | Coppe nazionali | Coppe nazionali | Coppe nazionali | Coppe nazionali | Coppe nazionali | Coppe continentali | Coppe continentali | Coppe continentali | Coppe continentali | Coppe continentali | Altre coppe | Altre coppe | Altre coppe | Altre coppe | Altre coppe | Totale | Totale | Totale | Totale | % Vittorie | Piazzamento |
| Stagione           | Squadra            | Comp               | G          | V          | N          | P          | Comp            | G               | V               | N               | P               | Comp               | G                  | V                  | N                  | P                  | Comp        | G           | V           | N           | P           | G      | V      | N      | P      | %          | Piazzamento |
| ------------------ | ------------------ | ------------------ | ---------- | ---------- | ---------- | ---------- | --------------- | --------------- | --------------- | --------------- | --------------- | ------------------ | ------------------ | ------------------ | ------------------ | ------------------ | ----------- | ----------- | ----------- | ----------- | ----------- | ------ | ------ | ------ | ------ | ---------- | ----------- |
| dic. 2022-2023     | Oleksandrija       | PL                 | 16         | 3          | 10         | 3          | -               | -               | -               | -               | -               | -                  | -                  | -                  | -                  | -                  | -           | -           | -           | -           | -           | 16     | 3      | 10     | 3      | 18,75      | Sub., 6°    |
| 2023-2024          | Oleksandrija       | PL                 | 30         | 8          | 10         | 12         | KU              | 2               | 1               | 1               | 0               | -                  | -                  | -                  | -                  | -                  | -           | -           | -           | -           | -           | 32     | 9      | 11     | 12     | 28,13      | 8°          |
| 2024-2025          | Oleksandrija       | PL                 | 30         | 20         | 7          | 3          | KU              | 2               | 1               | 0               | 1               | -                  | -                  | -                  | -                  | -                  | -           | -           | -           | -           | -           | 32     | 21     | 7      | 4      | 65,63      | 2°          |
| Totale Oleksandria | Totale Oleksandria | Totale Oleksandria | 76         | 31         | 27         | 18         |                 | 4               | 2               | 1               | 1               |                    | -                  | -                  | -                  | -                  |             | -           | -           | -           | -           | 80     | 33     | 28     | 19     | 41,25      |             |
| 2025-2026          | Polіssja Žytomyr   | PL                 | 1          | 1          | 0          | 0          | KU              | 0               | 0               | 0               | 0               | UECL               | 3                  | 2                  | 0                  | 1                  | -           | -           | -           | -           | -           | 4      | 3      | 0      | 1      | 75,00      |             |
| Totale carriera    | Totale carriera    | Totale carriera    | 77         | 32         | 27         | 18         |                 | 4               | 2               | 1               | 1               |                    | 3                  | 2                  | 0                  | 1                  |             | -           | -           | -           | -           | 84     | 36     | 28     | 20     | 42,86      |             |

#### Nazionale
| Squadra          | Naz                | dal              | al             | Record | Record | Record | Record     | Record | Record | Record | Record |
| G                | V                  | N                | P              | GF     | GS     | DR     | % Vittorie |        |        |        |        |
| ---------------- | ------------------ | ---------------- | -------------- | ------ | ------ | ------ | ---------- | ------ | ------ | ------ | ------ |
| Ucraina U-21     | Ucraina (bandiera) | 27 dicembre 2018 | 6 luglio 2023  | 47     | 23     | 12     | 12         | 79     | 55     | +24    | 48,94  |
| Ucraina Olimpica | Ucraina (bandiera) | 6 luglio 2023    | 13 agosto 2024 | 11     | 6      | 2      | 3          | 24     | 17     | +7     | 54,55  |
| Ucraina          | Ucraina (bandiera) | 28 febbraio 2023 | 6 giugno 2023  | 1      | 0      | 0      | 1          | 0      | 2      | −2     | &0,00  |
| Totale           | Totale             | Totale           | Totale         | 59     | 29     | 14     | 16         | 103    | 74     | +29    | 49,15  |

## Palmarès

### Club

#### Competizioni nazionali
- Campionato ucraino: 1

Dinamo Kiev: 2006-2007
- Coppa d'Ucraina: 2

Dinamo Kiev: 2005-2006, 2006-2007
- Supercoppa d'Ucraina: 2

Dinamo Kiev: 2006, 2007

### Individuale
- Squadra della stagione della UEFA Europa League: 1

2014-2015
- Calciatore ucraino dell'anno: 1

2016